# Santoṣ
Santoṣ (in hindī संतोष, pron. AFI: [sɐ̃n̪.t̪oːʃ]) è un film del 2024 scritto e diretto da Sandhya Suri, al suo primo film di finzione.
È stato scelto per rappresentare il Regno Unito nella categoria del miglior film internazionale ai premi Oscar 2025, arrivando fino alla short-list di dicembre 2024 dei 15 film pre-selezionati.

## Trama
Uttar Pradesh. Rimasta vedova a 28 anni, Santoṣ prende il posto del defunto marito in polizia e si trova a indagare sul caso di un'adolescente paria, uccisa e gettata in fondo a un pozzo, con l'aiuto della tosta ispettrice Śarmā.

## Produzione
Le riprese son durate 45 giorni e si sono svolte tra agosto e ottobre 2023 nei pressi di Lucknow. Ha avuto un budget di 2,5 milioni di dollari.

## Distribuzione
Il film è stato presentato in anteprima il 20 maggio 2024 al 77º Festival di Cannes, nella sezione Un Certain Regard.

## Accoglienza

### Incassi
Il film ha incassato poco più 1,2 milioni di dollari.

### Critica
Sull'aggregatore di recensioni online Rotten Tomatoes, il film detiene una percentuale di gradimento da parte della critica del 100%, basata su 55 recensioni, con una media del 7.6; Metacritic gli assegna una media ponderata di 75 su 100, basata sulle recensioni di 16 critici.

## Riconoscimenti
- 2024 – Festival di Cannes
  - In concorso per il premio Un Certain Regard
- 2024 – European Film Awards[11]
  - Candidatura per la miglior rivelazione a Sandhya Suri
- 2024 – National Board of Review
  - Migliori cinque film stranieri
- 2024 – British Independent Film Awards
  - Miglior sceneggiatura a Sandhya Suri
  - Miglior produttore rivelazione a Balthazar de Ganay e James Bowsher
  - Candidatura per il miglior film
  - Candidatura per la miglior sceneggiatura d'esordio a Sandhya Suri